# План-фільтр

План-фільтр: 1 – рама; 2 – горизонтальна таріль; 3 – перфорований диск; 4 – розподільна головка; 5 – редуктор; 6, 8 – електродвигуни; 7 – шнек

План-фільтр (рос. план-фильтр,англ. type filter, нім. Planfilter n) – вакуум-фільтр для зневоднення грубодисперсних шламів.

## Загальний опис
Робочим органом план-фільтра є горизонтально розміщений обертовий диск, який складається з окремих секторів, що покриті зверху фільтрувальною тканиною (сіткою) і мають під нею вакуумну камеру, сполучену з розподільним пристроєм для почергового з’єднання з системою вакууму та віддувки, подібно до принципу дії вакуум-фільтра дискового. Для видалення осаду передбачений обертовий шнек. План-фільтр може бути одно- або багатоярусним. Перевага – у швидкому осадженні крупної фракції на фільтрувальній поверхні (додатково діє гравітаційна сила), що створює кращі умови для фільтрації дрібніших класів крупності шламу. Поширення у промисловості не набув.
У план-фільтрі (рис. 1.) горизонтальна таріль 2 встановлюється на рамі 1 і приводиться в обертання через редуктор 5 електродвигуном 6. Таріль покрита зверху перфорованим диском 3, на який натягується фільтрувальна тканина. Простір між диском і дном тарелі розділений на ряд секцій, сполучених каналами з горизонтально розташованою розподільною головкою 4, яка при обертанні тарелі послідовно з'єднує її секції з вакуумом (при видаленні фільтрату) або зі стисненим повітрям (при сушінні кеку, його віддувці і регенерації тканини). Вісь розподільної головки збігається з вертикальною віссю обертання тарелі. Цикл фільтрування протікає за один оберт тарелі. Пульпа на фільтрувальну поверхню подається зверху. Шар кеку знімається з диска шнеком 7. Диск обертається двигуном 8. 
Недоліком план-фільтрів є мала площа фільтрувальної поверхні (10 і 20 м2). Перевагами фільтрів є можливість багаторазового промивання кеку; допустимість значних перевантажень без помітних змін якості відмивання; висока питома продуктивність; простота конструкції; низька вартість витратних матеріалів. Ці фільтри іноді застосовують для зневоднення крупнозернистих шламів, наприклад, вугільних, нефелінових.
План-фільтри добре зарекомендували себе у виробництві калійних добрив для фільтрування галітових відходів. При випробуваннях фільтра на збагачувальній фабриці 4-го рудоуправління «Білоруськалій» (м. Солігорськ) при проектній продуктивності 200 т/год вологість осаду становила 7%. 